# میجا پتکوشک
میجا پتکوشک (به انگلیسی: Mitja Petkovšek) ژیمناست زادهٔ ۶ فوریهٔ ۱۹۷۷ میلادی اهل کشور اسلوونی است.